# Matthew Garbett
Matthew Jimmy David Garbett (Londen, 13 april 2002) is een Nieuw-Zeelands voetballer met Frans-Engelse afkomst die doorgaans als middenvelder speelt. Hij verruilde Torino in de zomer van 2023 voor NAC Breda. Hij is sinds 2021 international van het Nieuw-Zeelands voetbalelftal.

## Clubcarrière

### Jeugd
Garbett is geboren in Londen, maar woonde vanaf jongs af aan in Nieuw-Zeeland, waar hij op zijn twaalfde verhuisde uit Paraparaumu om te gaan spelen in de jeugdopleiding van Western Suburbs. Voor die club maakte hij in 2017 zijn debuut. Hij werd tweemaal verhuurd, aan Eastern Suburbs en Team Wellington. 

### Falkenbergs
Door zijn goede prestaties in het WK voetbal onder 17 in 2019 namens Nieuw-Zeeland, tekende Garbett op 24 januari 2020 voor Falkenbergs FF. Op 1 maart maakte hij in de Zweedse voetbalbeker tegen Halmstads BK zijn debuut voor de club. In de eerste speelronde van het nieuwe seizoen, op 15 juni 2020 tegen BK Häcken maakte hij ook in de Allsvenskan zijn debuut voor Falkenbergs. In totaal speelde hij 26 wedstrijden voor de Zweedse club.

### Torino
Na zijn deelname aan de Olympische Zomerspelen, tekende Garbett voor drie seizoenen bij Torino, waar hij in eerste instantie aansloot bij het onder 20-elftal van de club. Op 18 oktober 2022, nadat hij tien wedstrijden zonder in te vallen op de bank bleef zitten, mocht hij in de Coppa Italia-wedstrijd tegen AS Cittadella zijn debuut maken voor de club.

### NAC Breda
Op 31 januari 2023 werd Garbett voor de rest van het seizoen verhuurd aan NAC Breda, dat een optie tot koop bemachtigde. Op 20 februari maakte hij tegen Jong FC Utrecht zijn debuut voor NAC Breda. Op 7 april tegen FC Den Bosch scoorde hij zijn eerste doelpunt voor de club. Op 11 mei, nadat Garbett in twaalf competitiewedstrijden goed was voor één goal en vijf assists, nam NAC Garbett definitief over van Torino. Vervolgens bereikte Garbett met NAC nog de halve finale van de promotieplay-offs, waarin het verloor van FC Emmen.
In zijn eerste volledige seizoen in Nederland was Garbett met vier goals en vijf assists in 31 wedstrijden belangrijk in de promotie naar de Eredivisie, nadat het opnieuw de play-offs bereikte en daarin achtereenvolgens Roda JC, FC Emmen en Excelsior versloegen. Op 9 augustus 2024 maakte hij tegen FC Groningen zijn debuut in de Eredivisie, terwijl hij een week later in de 2-1 overwinning tegen Ajax goed was voor zijn eerste doelpunt op het hoogste Nederlandse niveau.

## Clubstatistieken
| Seizoen         | Club              | Competitie      | Competitie | Competitie | Beker | Beker | Overig | Overig | Totaal | Totaal |
| Seizoen         | Club              | Competitie      | Wed.       | Dlp.       | Wed.  | Dlp.  | Wed.   | Dlp.   | Wed.   | Dlp.   |
| --------------- | ----------------- | --------------- | ---------- | ---------- | ----- | ----- | ------ | ------ | ------ | ------ |
| 2018/19         | → Eastern Suburbs | NZ Championship | 1          | 0          | 0     | 0     | –      | –      | 1      | 0      |
| 2019/20         | → Team Wellington | NZ Championship | 1          | 0          | 0     | 0     | –      | –      | 1      | 0      |
| 2020            | Falkenbergs       | Allsvenskan     | 13         | 0          | 3     | 0     | –      | –      | 16     | 0      |
| 2021            | Falkenbergs       | Allsvenskan     | 7          | 0          | 3     | 0     | –      | –      | 10     | 0      |
| 2021/22         | Torino            | Serie A         | 0          | 0          | 0     | 0     | –      | –      | 0      | 0      |
| 2022/23         | Torino            | Serie A         | 0          | 0          | 1     | 0     | –      | –      | 1      | 0      |
| 2022/23         | → NAC Breda       | Eerste Divisie  | 14         | 1          | 0     | 0     | 4      | 0      | 18     | 1      |
| 2023/24         | NAC Breda         | Eerste Divisie  | 24         | 4          | 1     | 0     | 6      | 0      | 31     | 4      |
| 2024/25         | NAC Breda         | Eredivisie      | 12         | 1          | 0     | 0     | 0      | 0      | 12     | 0      |
| Carrière totaal | Carrière totaal   | Carrière totaal | 72         | 6          | 8     | 0     | 10     | 0      | 90     | 6      |

## Interlandcarrière
Garbett speelde interlands voor Nieuw-Zeeland onder 16/17 en ging met Nieuw-Zeeland naar de Olympische Zomerspelen. Op 9 oktober 2021 maakte Garbett zijn debuut voor Nieuw-Zeeland tegen Curaçao. Op 30 maart 2023 scoorde hij tegen Salomonseilanden zijn eerste doelpunt voor Nieuw-Zeeland. 